# Cordobilla de Lácara (kommunhuvudort)
Cordobilla de Lácara är en kommunhuvudort i Spanien.   Den ligger i provinsen Provincia de Badajoz och regionen Extremadura, i den centrala delen av landet, 270 km sydväst om huvudstaden Madrid. Cordobilla de Lácara ligger 301 meter över havet och antalet invånare är 1 062.
Terrängen runt Cordobilla de Lácara är platt åt sydväst, men åt nordost är den kuperad. Runt Cordobilla de Lácara är det ganska glesbefolkat, med 32 invånare per kvadratkilometer. Närmaste större samhälle är Alcuéscar, 18,2 km öster om Cordobilla de Lácara. Omgivningarna runt Cordobilla de Lácara är huvudsakligen savann.